# Andra svenska korståget

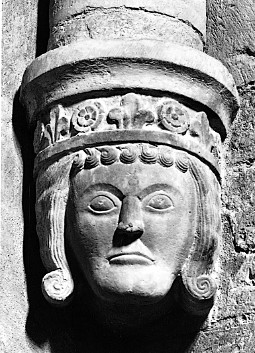
Birger jarl.

Det andra svenska korståget var en svensk militär expedition ledd av Birger jarl, som gick till Finland. Den antas ha ägt rum under åren 1248–1250.
Som ett resultat av korståget blev Finland svenskt för de närmaste 550 åren.

## Bakgrund
Sverige hade börjat ta makt över Finland åtminstone sedan början av 1200-talet, med början i Egentliga Finland. Sverige försökte 1220 att delta i de nordiska korstågen, men kunde inte behålla sitt fotfäste i Estland. Källor omnämner svenska kyrkmän, möjligen ledda av Finlands biskop Tomas som vistades i Tavastland cirka 1230, och påvliga brev beklagar hur långsamt kristendomen tog mark i Finland. Ett uppror verkar ha uppstått mot missionärerna och 1237 uppmanade påven Gregorius IX svenskarna att ta upp vapen i ett korståg mot "avfällingarna och barbarerna".

## Tolkningar
Till skillnad mot det icke historiskt belagda första svenska korståget verkar det ganska klart att Sveriges ansträngningar att kristna Finland nådde en höjdpunkt i mitten av 1200-talet. Fortfarande är många detaljer, som exakt när korståget inträffade och dess exakta karaktär, omdiskuterade.

### Korstågets karaktär
Även om Erikskrönikan försöker att skildra korståget som ett erövringskrig, var det mer sannolikt en ovanligt blodig fas i Finlands pågående införlivande i det svenska riket. Sverige hade ett organiserat centralstyre och den katolska kyrkans starka samlande ideologiska kraft. De finska hövdingar som anslöt sig till det svenska styret belönades med makt och prestige.

### Datering
Korstågets datering är omdiskuterad. Utöver årsintervallet från Erikskrönikan (1247–1250) har andra dateringar för anfallet föreslagits, antingen 1238–1239 eller 1256. Ingen av dessa senare dateringar har funnit någon större acceptans. Den svenske historikern Dick Harrison anser ett tidigt korståg som mest sannolikt, baserat på påvens brev, vilket skulle göra kriget ett godkänt korståg, och att Sverige var i övrigt fredligt under denna tidsperiod.

### Taffwesta borg
Erikskrönikan nämner en mäktig borg som byggts av svenskarna, taffwesta borg. Detta har tolkats som antingen Tavastehus slott (finska Hämeen linna) eller den närbelägna Haga borg (Hakoisten linna), men det saknas arkeologiska bevis från bägge ställen för att kunna stöda en så tidig datering.

## Följder

### Kyrkans reaktion och omorganisation
Antagligen i ett försök att förhindra andra parter att blanda sig i konflikten, tog påven Innocentius IV Finland under sitt särskilda beskydd i augusti 1249, men utan att nämna Sverige på något sätt. Finlands biskop Tomas, sannolikt en dominikanermunk, hade avgått redan 1245 och dog tre år senare i ett dominikanskt konvent på Gotland. Eftersom ämbetet var ledigt, lydde stiftet antagligen direkt under ablegaten, Vilhelm av Sabina, vars sista befallning till prästerna i Finland gavs juni 1248.
Biskop Bero blev så småningom utsedd som ny biskop 1248/1249, troligen snart efter Vilhelms besök i Sverige vid ett viktigt kyrkomöte i Skänninge som avslutades 1 mars 1248. Palmsköldhäftet från 1448 noterar att det var Bero som gav finländarnas skatt till den svenske kungen. Bero kom direkt från det svenska hovet, liksom hans två efterföljare. Det verkar som om svenska biskopar även hade den världsliga makten i Finland fram till 1280-talet, då ämbetet hertig av Finland instiftades.
Situationen 1249 var stabil nog att det första klostret i Finland, ett dominikanerkloster, grundades. Klostret låg bredvid biskopens borg i Korois fram till sekelslutet.[källa behövs]

### Svenska tronföljden
Erikskrönikan skildrar hur expeditionen i Finland oväntat resulterade i att Birger gick miste om den svenska kronan. När kung Erik dog 1250, var Birger inte närvarande i Sverige. Den svenska adeln, ledd av Joar Blå valde Birgers minderårige son Valdemar till kung, istället för den mäktige jarlen själv.

### Svenska styret i Finland
Från och med 1249 betraktar källorna i allmänhet Egentliga Finland och Tavastland som delar av Sverige. Egentliga Finlands stift räknas med i en lista över de svenska stiften för första gången 1253. I Novgorodkrönikan nämns tavaster (yem) och egentliga finnar (sum) på en expedition med svear (svei) 1256. Dock är väldigt lite känt om situationen i Finland de följande årtiondena. Detta beror delvis på att västra Finland nu styrdes från Åbo och därför fanns de flesta förvaltningsdokument där. Efter att Novgorods styrkor bränt staden 1318 under det fjärde svenska korståget överlevde väldigt få dokument från århundradet innan. Det tredje svenska korståget utkämpades 1293 mot karelerna.